# سلویی
سلویی (به انگلیسی: Saloi) یک روستا در پاکستان است که در پنجاب واقع شده‌است. سلویی ۲٬۸۰۰ نفر جمعیت دارد.